# Most na galarach w Baranowie Sandomierskim
Most na galarach w Baranowie Sandomierskim – prowizoryczny most zbudowany na galarach w 1939 roku w Baranowie Sandomierskim przez 23 Batalion Saperów. Celem mostu było umożliwienie przeprawy przez Wisłę głównym siłom Armii Kraków.

## Przyczyny powstania
2 września 1939 roku w Baranowie Sandomierskim oddano do użytku drewniany most na Wiśle zbudowany przez Ministerstwo Komunikacji na zlecenie Głównego Inspektoratu Sił Zbrojnych - baranowski most był jedną z kilku oddanych do użytku przepraw przez Wisłę. Po wybuchu II wojny światowej wobec naporu wojsk niemieckich Armia Kraków tocząc tzw. bitwę odwrotową wycofała się na teren województwa kieleckiego, biorąc udział w bojach pod Nowym Korczynem, Wiślicą, Stopnicą i Pacanowem. Docelowo przez baranowski most przeprawić miały się główne siły wycofującej się za linię Wisły Armii Kraków. Do ochrony przeprawy przydzielono formację wojskową Grupa „Sandomierz”. W warunkach kontaktu z wojskami niemieckimi, aby uniemożliwić wojskom Wehrmachtu przeprawę, jedno przęsło mostu zostało asekuracyjnie wysadzone 9 września 1939 roku na rozkaz podpułkownika Antoniego Sikorskiego. Do mostu zbliżały się wojska 14 Armii generała Wilhelma Lista i XXII korpusu pancernego Ewalda von Kleista, o zbliżających się wojskach niemieckich podpułkownik Sikorski został poinformowany przez mieszkańców Osieka. W dniu wysadzenia przęsła mostu do ochrony przeprawy przydzielono Krakowską Brygadę Kawalerii; wysadzenie mostu było zaskoczeniem dla odciętej od możliwości odwrotu Armii Kraków. Dowódca GO Śląsk, gen. Jan Jagmin-Sadowski, wydał 23. Batalionowi Saperów rozkaz wymarszu na Baranów i naprawy uszkodzonego mostu. W celu zabezpieczenia budowniczych mostu przed ryzykiem kontaktu z wojskami niemieckimi i obrony przedpola przeprawy Armia Kraków stoczyła z wojskami niemieckimi bitwę pod Osiekiem. 

## Most na galarach
Wobec wysadzenia mostu i braku możliwości przeprawy przez Wisłę ciężkiego sprzętu początkowo podjęto decyzję o naprawieniu uszkodzonego przęsła mostu dla ruchu piechoty; artylerie planowano przeprawić z wykorzystaniem promów, a w razie konieczności zniszczyć. Uszkodzony most został prowizorycznie naprawiony 11 września, umożliwiając przeprawę piechoty. Natomiast celem przeprawy ciężkiego sprzętu (w tym artylerii), 23 Batalion Saperów wybudował tego samego dnia, w ciągu 9 godzin, pod ostrzałem wojsk niemieckich, obok naprawionego mostu drugi most (most polowy) na znajdujących się na Wiśle łodziach. Dowódcą operacji został major Marian Skierczyński. Budowniczowie wykorzystali znajdującą się na środku Wisły piaszczystą wyspę, od lewego brzegu Wisły do wyspy wybudowano most na galarach o długości 144 metrów (z powodu małej liczby galarów ustawiono je naprzemiennie, jeden w poprzek i jeden wzdłuż osi mostu), na wyspie zbudowano kładkę z bali i desek, zaś od wyspy do prawego brzegu Wisły most oparto na koszarkach (największy był most na galarach). Przeprawa wojsk rozpoczęła się około 17:00 11 września 1939. W nocy z 11 na 12 września Armii Kraków udało się wycofać przez zbudowaną przeprawę. Prowizoryczny most oraz naprawiony most drewniany został zniszczony 12 września, aby uniemożliwić przeprawę 27. Dywizji Piechoty Wermachtu. Przez most na galarach oraz most drewniany przeprawiło się ponad 30 tysięcy żołnierzy.
Za tę akcję 23. Batalion Saperów oraz grupa jego oficerów i podoficerów otrzymała Krzyż Srebrny Orderu Virtuti Militari.

## Przeprawa w Baranowie Sandomierskim po 1945 roku

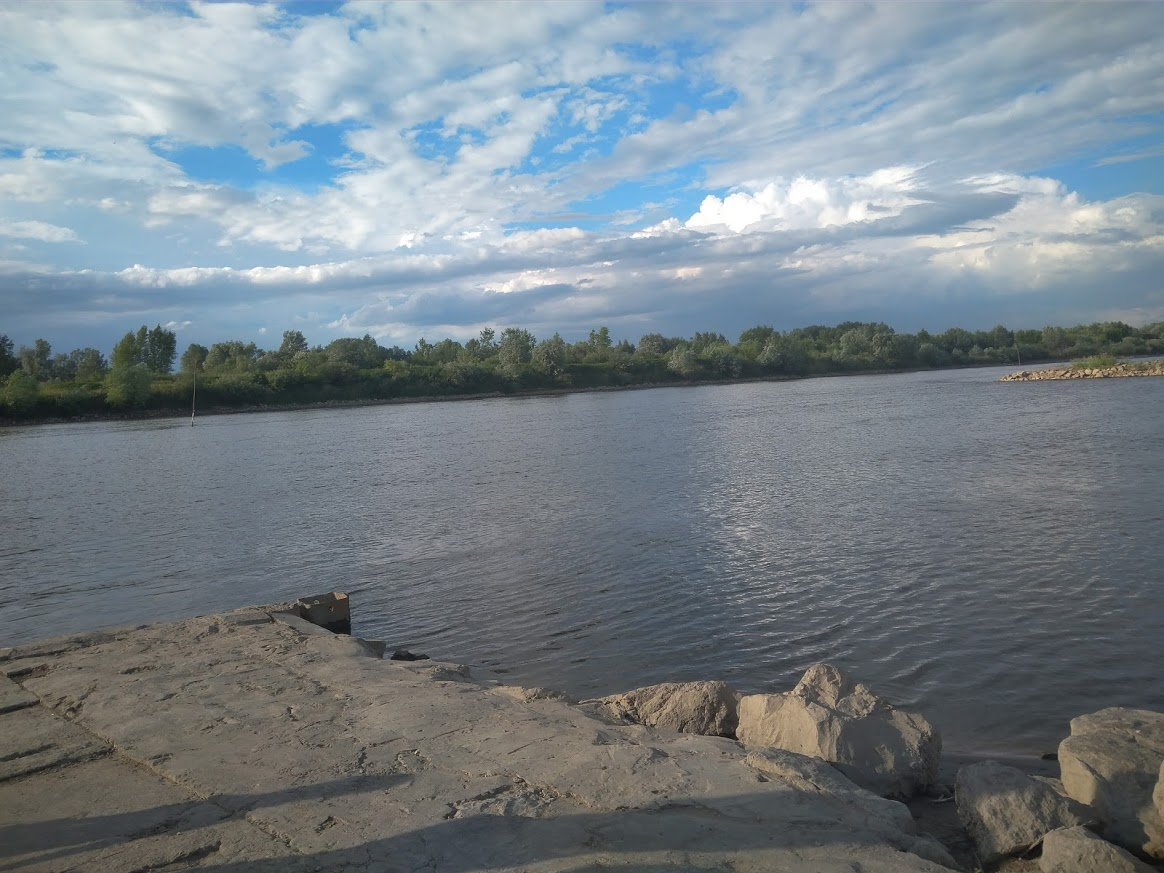
Miejsce przeprawy promowej

Wysadzone przęsło mostu zostało po zakończeniu działań wojennych odbudowane; most służył do 1968 roku. Później, w miejscu dawnego mostu znajdowała się przeprawa promowa ze zrekonstruowanym przejściem granicznym pomiędzy Austro–Węgrami i Rosją. Przeprawa promowa funkcjonowała do 2020 roku.

## Upamiętnienie

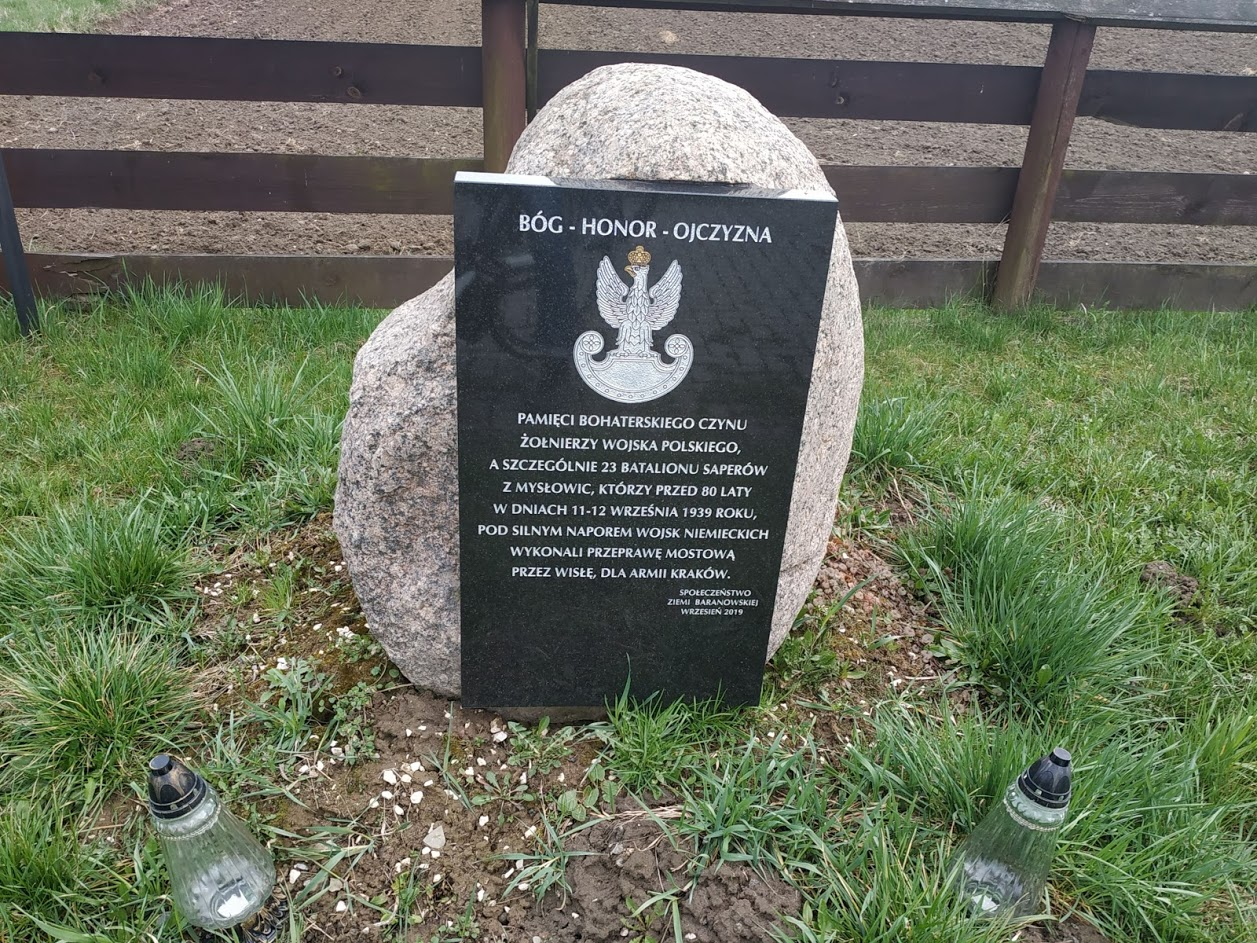
Głaz z tablicą pamiątkową

- W 2019 roku w Baranowie Sandomierskim odsłonięto tablicę edukacyjną upamiętniającą budowę mostu na galarach[9].
- W 2019 roku w Baranowie Sandomierskim umieszczono głaz z tablicą pamiątkową upamiętniającą budowę mostu na galarach.
- W 2019 roku i 2024 roku[10] w Baranowie Sandomierskim Towarzystwo Historyczne Ziemi Baranowskiej „Mały Wawel” zorganizowało historyczno-patriotyczne obchody upamiętniające budowę mostu na galarach[9].
- W 2021 roku w Baranowie Sandomierskim w pobliżu głazu z tablicą pamiątkową odsłoniętą tablicę z opisem działań wojennych ułanów i saperów w pobliżu Baranowa Sandomierskiego[11].